# Episodi di Mad Men (terza stagione)
La terza stagione della serie televisiva Mad Men è stata trasmessa in prima visione negli Stati Uniti d'America da AMC dal 16 agosto all'8 novembre 2009.
In Italia è stata trasmessa in prima visione satellitare da Cult dal 13 dicembre 2009 al 24 gennaio 2010.
| nº | Titolo originale                     | Titolo italiano           | Prima TV USA      | Prima TV Italia  |
| -- | ------------------------------------ | ------------------------- | ----------------- | ---------------- |
| 1  | Out of Town                          | Viaggio d'affari          | 16 agosto 2009    | 13 dicembre 2009 |
| 2  | Love Among the Ruins                 | Amore tra le rovine       | 23 agosto 2009    | 13 dicembre 2009 |
| 3  | My Old Kentucky Home                 | La festa di Roger         | 30 agosto 2009    | 20 dicembre 2009 |
| 4  | The Arrangements                     | Ultime volontà            | 6 settembre 2009  | 20 dicembre 2009 |
| 5  | The Fog                              | Il parto                  | 13 settembre 2009 | 27 dicembre 2009 |
| 6  | Guy Walks Into an Advertising Agency | I soci inglesi            | 20 settembre 2009 | 27 dicembre 2009 |
| 7  | Seven Twenty Three                   | Il contratto              | 27 settembre 2009 | 3 gennaio 2010   |
| 8  | Souvenir                             | Vacanze romane            | 4 ottobre 2009    | 3 gennaio 2010   |
| 9  | Wee Small Hours                      | Le ore piccole            | 11 ottobre 2009   | 10 gennaio 2010  |
| 10 | The Color Blue                       | Il colore blu             | 18 ottobre 2009   | 10 gennaio 2010  |
| 11 | The Gypsy and the Hobo               | La zingara e il vagabondo | 25 ottobre 2009   | 17 gennaio 2010  |
| 12 | The Grown-Ups                        | La fine di un'era         | 1º novembre 2009  | 17 gennaio 2010  |
| 13 | Shut the Door. Have a Seat           | Chiudi la porta e siediti | 8 novembre 2009   | 24 gennaio 2010  |

## Viaggio d'affari
- Titolo originale: Out of Town
- Diretto da: Phil Abraham
- Scritto da: Matthew Weiner

### Trama
Il 1963 è iniziato da poco, e sono passati circa 3 mesi dagli eventi conclusivi della seconda stagione. Don si immagina la scena della sua nascita, quando sua madre, una giovane prostituta, era morta nel darlo alla luce: il neonato viene consegnato alla moglie del padre, Archie Whitman, che invece non era stata in grado di dare un figlio al marito.
Alla Sterling Cooper, Lane Pryce, il nuovo responsabile finanziario assegnato all'ufficio dai nuovi proprietari britannici, comunica a Don che dovrà recarsi in viaggio d'affari a Baltimora. Quindi licenzia Burt Peterson, capo del settore vendite, che lascia l'agenzia facendo una scenata. Il segretario e braccio destro di Pryce, John Hooker, anch'egli giunto dall'Inghilterra, ha subito i primi screzi con Joan per i suoi modi altezzosi.
Lane promuove sia Pete sia Ken a capo del settore vendite al posto di Peterson: mentre prima Pete era stato felicissimo alla notizia, quando scopre che deve dividere la posizione con Ken Cosgrove la sua delusione è enorme.
Don si reca a Baltimora assieme a Sal, e all'arrivo i due cenano insieme a Shelly, un'hostess presente sul loro volo, e due suoi amici. Quindi Don e Shelly salgono insieme nella camera di lui. Nel frattempo, Sal, nella sua stanza, chiama il servizio in camera per un guasto nel condizionatore d'aria: arriva il portiere dell'albergo, e fra i due scatta un'immediata attrazione. Stanno per copulare, quando suona l'allarme antincendio: fuggendo attraverso la scala d'emergenza, Don passa davanti alla finestra del collega e vede i due uomini semisvestiti. Sebbene Sal sia preoccupato della sua reazione, Don non ha intenzione di metterlo in imbarazzo e fa finta di non aver scoperto nulla.
Pete si rivolge a Ken in modo aggressivo dicendogli che farà di tutto per scalzarlo: Ken risponde che la loro simultanea promozione è chiaramente una mossa per metterli l'uno contro l'altro, ma egli non ha intenzione di cadere nella trappola e vuole salvaguardare la loro amicizia; Pete però non si lascia convincere.
Della mossa di Lane non sono contenti neppure Roger Sterling, Cooper e Don, tornato nel frattempo a New York, ma ormai la loro autorità all'interno dell'agenzia è molto diminuita. A casa di Don, Sally, che quando il padre era partito per Baltimora aveva temuto non tornasse più, viene rassicurata da Don.
- Guest star: Robert Morse (Bertram Cooper), Jared Harris (Lane Pryce), Kiernan Shipka (Sally Draper), Alison Brie (Trudy Campbell)

## Amore tra le rovine
- Titolo originale: Love Among the Ruins
- Diretto da: Lesli Linka Glatter
- Scritto da: Cathryn Humphris e Matthew Weiner

### Trama
La Pepsi chiede alla Sterling Cooper di realizzare per la sua nuova bevanda senza zucchero una pubblicità molto simile alla scena del musical Ciao, ciao Birdie in cui l'attrice Ann-Margret canta la canzone del titolo. Vista la scena, Ken, Sal e Harry l'apprezzano e la giudicano molto sexy, ma Peggy non è convinta che sia quello il modo giusto per attirare la clientela femminile.
Pete e Paul incontrano i proprietari del Madison Square Garden: questi vorrebbero demolire la Pennsylvania Station, architettura storica di New York, per ampliare l'arena sportiva, ma devono fronteggiare l'opposizione dell'opinione pubblica, per questo chiedono ai pubblicitari di aiutarli. Paul però è d'accordo con le ragioni dei contrari, e il meeting, nonostante Pete cerchi di mediare, è un fiasco.
Don e Betty, la cui gravidanza procede regolarmente, vanno a cena con Lane e sua moglie, Rebecca, che però non fa che lamentarsi di quanto le manchi Londra. Betty è soprattutto preoccupata per il padre malato, che è stato lasciato dalla compagna, e vorrebbe che venisse a trovarli per qualche giorno. Gene arriva, accompagnato dal fratello di Betty, William, e dalla moglie di lui, Judy. Mentre William si dichiara favorevole a mettere il padre in un ospizio, Betty obietta che devono essere loro a prendersene cura, e lo accusa di puntare esclusivamente a ottenere la casa di famiglia.
In ufficio, Roger riceve la visita dell'ex moglie Mona e della figlia Margaret, che sta per sposarsi: Margaret non vuole che Jane, la nuova giovane moglie del padre, venga alle sue nozze, ma Roger è irremovibile.
Nonostante l'intervento di Don e Roger abbia contribuito a rimediare al danno fatto da Paul per il suo atteggiamento intransigente con i proprietari del Madison Square Garden, Lane comunica a Don che i suoi sforzi sono stati inutili, perché da Londra ha ricevuto l'ordine di lasciar cadere comunque la cosa. Don non è affatto d'accordo, gli sembra un'opportunità da non perdere, e chiede al collega perché la Puttnam, Powell & Lowe abbia acquistato la Sterling Cooper se poi non ha un vero interesse a fare affari negli Stati Uniti: Lane risponde di non saperlo.
Peggy comunica i suoi dubbi sulla campagna per la Pepsi a Don, che però non li condivide. A casa, Don propone un accordo al cognato William: Gene abiterà con lui e Betty, ma al sostegno economico penserà lui, e per il momento nessuno potrà occupare la casa di famiglia. William accetta.
Peggy cerca di scrollarsi di dosso l'immagine di brava ragazza, si reca in un locale e rimorchia un ragazzo, che segue nell'appartamento di lui: anche se i due non hanno un rapporto completo perché Peggy si rifiuta di farlo senza preservativo, passano comunque la notte insieme, ma qualche ora dopo la ragazza si alza dal letto e se ne va.
Gene, stabilitosi a casa di Don e Betty, mostra i segni della demenza senile. Tutta la famiglia si reca ad assistere una recita scolastica di Sally, e Don rimane molto colpito dalla giovane e bella insegnante.
- Guest star: Robert Morse (Bertram Cooper), Jared Harris (Lane Pryce), Kiernan Shipka (Sally Draper), Talia Balsam (Mona Sterling)

## La festa di Roger
- Titolo originale: My Old Kentucky Home
- Diretto da: Jennifer Getzinger
- Scritto da: Dahvi Waller e Matthew Weiner

### Trama
Ken e Pete comunicano a Peggy, Smitty e Paul che sarà necessario che lavorino anche nel weekend per trovare idee per la campagna del rum Bacardi: loro due e Harry, invece, andranno a una festa organizzata da Roger e Jane.
Proprio Jane, oramai signora Sterling, capita in ufficio e tratta dall'alto in basso Joan. Sally e suo nonno Gene vanno molto d'accordo l'uno con l'altra, ma la bambina ruba cinque dollari dal portafogli del nonno. Quando lui se ne accorge, non ha il coraggio di ammettere la colpa, mentre Betty e Don pensano che Gene abbia semplicemente dimenticato i soldi da qualche parte.
Mentre Peggy, Paul e Smitty in ufficio cercano l'ispirazione, aiutandosi anche con un po' di marijuana, Joan e suo marito Greg invitano a cena alcuni amici, tra cui il capo di lui, su cui l'uomo vuol fare una buona impressione in vista di una possibile promozione. Alla festa di Roger, intanto, mentre egli si rende ridicolo davanti a tutti cantando una serenata alla moglie, Don incontra un signore anziano ed elegante con cui scambia quattro chiacchiere molto piacevoli. Anche Betty fa conoscenza con un altro signore molto distinto, che le chiede di poter accarezzare il suo pancione: la donna ne rimane molto affascinata. Scopre più tardi, quando l'uomo viene presentato a lei e a Don, che si tratta di Henry Francis, che lavora per il governatore di New York, Nelson Rockefeller.
Sally trova il modo di restituire il maltolto al nonno senza che Gene capisca che è lei la colpevole, o almeno così spera. In ufficio, Peggy e gli altri sono ormai del tutto "fumati": la segretaria di lei, rimasta volontariamente ad aiutarla, disapprova il suo comportamento, ma Peggy replica di sentirsi molto bene e di non essere spaventata per il suo futuro.
A casa di Joan, uno degli ospiti ricorda un incidente occorso a Greg in sala operatoria, ma questi è svelto a cambiare subito discorso. Al party di Roger, invece, Jane, che ha bevuto qualche bicchiere di troppo, si lascia sfuggire con Betty e Don un'allusione alla crisi coniugale che i due avevano attraversato l'anno passato: la donna si allontana arrabbiata perché pensa che il marito abbia parlato al lavoro della loro vita privata, Don ha un motivo in più per detestare Jane. Quando Roger sopraggiunge, gli dice bruscamente che sua moglie è ubriaca; Roger chiede all'amico perché sia arrabbiato con lui, visto che l'unica sua colpa è quella di essere felice, ma Don ribatte che nessuno lo crede felice, ma piuttosto uno stupido. Va quindi a raggiungere la moglie, che si è appartata in giardino, e l'abbraccia.
- Guest star: Robert Morse (Bertram Cooper), Alison Brie (Trudy Campbell), Kiernan Shipka (Sally Draper), Sam Page (Greg Harris), Peyton List (Jane Sterling)

## Ultime volontà
- Titolo originale: The Arrangements
- Diretto da: Michael Uppendahl
- Scritto da: Andrew Colville e Matthew Weiner

### Trama
Peggy confida alla sorella Anita che sta pensando di trasferirsi da Brooklyn a Manhattan, per ridurre le distanze dal suo posto di lavoro. La notizia lascia Anita molto perplessa. Alla Sterling Cooper, un amico di Pete dei tempi del college, Horace, figlio di un milionario, vuole a tutti costi promuovere in grande stile la sua ultima passione, il jai alai, convinto che diventerà uno sport popolare quanto il baseball, ed è disposto a spendere qualsiasi cifra. Tutti sono pronti a spremere quella gallina dalle uova d'oro, Don però, quando il ragazzo è partito, consiglia prudenza, perché il padre di lui è amico di Cooper e probabilmente non gli piacerebbe sapere che si stanno approfittando dell'entusiasmo del figlio.
Gene vuole parlare a Betty delle sue ultime volontà e delle disposizioni per il suo funerale, ma la figlia non vuole neanche discutere di certe cose. Il regista che era stato chiamato per girare lo spot della bibita Patio, marchio della Pepsi, rinuncia all'ultimo momento, e Don propone Sal per sostituirlo.
A casa, Gene e Don hanno una discussione quando il nonno regala al piccolo Bobby l'elmetto di un soldato tedesco da lui ucciso durante la prima guerra mondiale: Don ribatte che apparteneva a una persona, non è un trofeo, e non vuole che venga indossato dal bambino.
Kitty, la moglie di Sal, tenta di destare l'interesse del marito indossando una camicia da notte provocante, ma lui è molto concentrato sull'importante lavoro che gli è stato assegnato: mima di fronte alla moglie la coreografia della canzone dello spot, ed ella, dapprima divertita, alla fine lo guarda un po' perplessa mentre egli balla con movenze decisamente effeminate.
Paul, Harry e Ken, con l'aiuto di Lois, fanno uno scherzo telefonico a Peggy, che ha attaccato alla bacheca dell'ufficio un annuncio per cercare una coinquilina; Joan le suggerisce però di riscriverlo, è troppo serio, dovrebbe essere più spiritoso. In effetti al nuovo annuncio risponde una simpatica e spigliata ragazza di nome Karen.
Gene ha un'importante conversazione con la nipotina Sally, la sua preferita, cui dice che gli ricorda sua nonna e che ha davvero le potenzialità per diventare qualcuno. Horace, l'amico di Pete, pranzando con lui e Don, non vuole neanche prendere in considerazione l'ipotesi di rinunciare al suo sogno di rendere popolare il jai alai in America, o quanto meno di ridimensionarlo: se non avrà successo non sarà perché l'idea non era buona, ma per colpa della Sterling Cooper, dice. Alla fine il contratto viene firmato.
Lo spot girato da Sal, sebbene riuscito perfettamente, non convince i clienti della Pepsi (come aveva previsto Peggy); Sal si scusa, ma Don lo rassicura, il lavoro da lui fatto è comunque ottimo e, anzi, girerà altri spot in futuro.
Peggy cerca di addolcire alla madre la notizia del suo trasferimento a Manhattan regalandole una televisione nuova, ma la donna è comunque molto contrariata dalla decisione della figlia, ed è fermamente convinta che il vero motivo di quella mossa sia un uomo. Nel frattempo, un poliziotto comunica a Betty che Gene si è sentito male ed è morto mentre era fuori casa. La notizia rattrista più di tutti Sally, che era legatissima al nonno.
- Guest star: Robert Morse (Bertram Cooper), Jared Harris (Lane Pryce), Kiernan Shipka (Sally Draper), Sarah Drew (Kitty Romano)

## Il parto
- Titolo originale: The Fog
- Diretto da: Phil Abraham
- Scritto da: Kater Gordon

### Trama
Don e Betty vengono convocati dalla maestra di Sally, la signorina Farrell, perché la bambina ultimamente è molto indisciplinata: la madre spiega che la piccola non ha ancora superato la recente scomparsa del nonno.
Al lavoro, mentre Don contesta a Lane la sua eccessiva attenzione per minuzie come le eccessive spese di cancelleria o voluttuarie, come i cocktail, Pete, esaminando dei dati, giunge alla conclusione che andrebbe molto più esplorato il mercato dei consumatori afro-americani, in forte crescita. Poco dopo riceve a sorpresa una telefonata da Herman "Duck" Phillips, suo ex collega, che ora lavora in un'altra agenzia, Grey, e che lo invita a pranzo.
La maestra di Sally telefona a casa Draper, ma, mentre lei e Don parlano, sopraggiunge Betty, che comunica al marito di essere entrata in travaglio: Don l'accompagna in ospedale e si ferma nella sala d'aspetto, dove fa conoscenza con un altro futuro papà in attesa, Dennis, una guardia carceraria di Sing Sing: i due parlano della paternità e della vita in prigione. Il parto è più complicato del previsto e Betty deve essere anestetizzata; durante il sonno fa uno strano sogno in cui vede i suoi genitori. Nasce un maschio, e Betty decide di chiamarlo Eugene, come suo padre.
Pete si reca al pranzo con Duck ma scopre con sorpresa che c'è anche Peggy: Duck vorrebbe convincere entrambi a seguirlo nella sua agenzia, Pete rifiuta, mentre Peggy sembra più possibilista. Il giorno seguente Pete espone ai clienti dell'Admiral, produttori di apparecchi televisivi, il suo suggerimento per cui non ha senso fare campagne pubblicitarie separate per bianchi e neri, anzi, bisognerebbe acquistare spazi per inserzioni nelle riviste destinate a un pubblico nero, come Ebony, che sono molto poco costosi: i clienti però giudicano assurde quelle idee innovative.
Peggy si reca da Don per dirgli che desidera avere un aumento, in modo che il suo stipendio sia pari a quello degli uomini, ma Don, che deve lottare con Lane anche per le spese più piccole, le dice che quello non è il momento giusto. Uscendo dal suo ufficio, Peggy si imbatte subito in Pete, che vuole sapere se abbia parlato a Don della proposta di Duck: la ragazza risponde che la decisione se accettare spetta solo a lei, e Pete allora ribatte che le decisioni di lei hanno spesso ripercussioni anche su di lui (allusione alla scelta fatta autonomamente da Peggy di dare in adozione il figlio avuto da Pete).
Roger e Cooper sgridano Pete per avere innervosito i clienti dell'Admiral con le sue proposte eterodosse: Lane però è del parere che in fatto di questioni razziali le cose stanno per cambiare, e la Sterling Cooper farebbe bene ad essere al passo con i tempi.
Don riporta Betty e il bambino a casa.
- Guest star: Robert Morse (Bertram Cooper), Jared Harris (Lane Pryce), Kiernan Shipka (Sally Draper), Mark Moses (Herman "Duck" Phillips)

## I soci inglesi
- Titolo originale: Guy Walks Into an Advertising Agency
- Diretto da: Lesli Linka Glatter
- Scritto da: Robin Veith e Matthew Weiner

### Trama
Sally rifiuta di avvicinarsi al nuovo fratellino, lasciando la madre sconcertata e arrabbiata.
Lane annuncia l'arrivo di due dirigenti della Puttnam, Powell & Lowe per il giorno seguente, che è anche l'ultimo giorno di lavoro di Joan alla Sterling Cooper: la donna, infatti, visto che il marito Greg sta per essere promosso a capo del reparto di chirurgia dell'ospedale dove lavora, ha dato le dimissioni per dedicarsi a fare solo la moglie. Cooper, che pensa che quella visita sia il preludio all'offerta di un posto a Londra per Don, intercede fra lui e Roger perché si riconcilino dopo i dissapori avuti di recente.
Ken arriva in ufficio alla guida di una falciatrice a motore, l'ultimo prodotto di cui si è assicurato la campagna pubblicitaria, per l'invidia di Pete, suo diretto rivale. Hooker, il segretario di Lane, si lascia scappare con Joan che i colleghi le hanno organizzato una festa d'addio a sorpresa. Ma a casa la donna ne ha un'altra, ben peggiore: il marito le rivela che al suo posto hanno promosso un altro, pertanto Joan non potrà più lasciare il lavoro. Poiché comunque ha già dato le dimissioni dalla Sterling Cooper, dovrà cercarne un altro.
La mattina seguente, in agenzia arrivano da Londra Guy MacKendrick, Harold Ford e St. John Powell. I tre comunicano a Lane che il suo lavoro non è più necessario a New York e che sarà trasferito a Bombay: l'uomo, che aveva iniziato ad ambientarsi e non si stava trovando male, deve subire la decisione dei superiori inghiottendo la delusione. Al suo posto arriverà proprio Guy MacKendrick, giovane, brillante e affascinante: proprio lui illustra a Don, Roger, Cooper e gli altri, perplessi e sconcertati, i radicali cambiamenti nella struttura dell'agenzia che gli inglesi hanno intenzione di fare. Quindi, inizia la festicciola in onore di Joan, che non ha detto a nessuno dell'inaspettato cambiamento che hanno dovuto subire i suoi piani.
Mentre tutti chiacchierano sorseggiando cocktail e alcolici, Don riceve un'inaspettata chiamata da Conrad Hilton, il famoso magnate fondatore della catena di hotel, che vuole vederlo: incuriosito, subito Don lascia la festa per recarsi da lui, scoprendo che è l'uomo che aveva conosciuto qualche tempo prima alla festa di Roger, che ricerca la sua consulenza di pubblicitario.
Nel frattempo alla festa è stata tirata fuori la falciatrice a motore che Ken aveva parcheggiato in un angolo, e gli impiegati un po' alticci si divertono a guidarla fra le scrivanie: ma la centralinista Lois, alla guida, perde il controllo del mezzo e schiaccia il piede di Guy: all'improvviso sprizza sangue dappertutto, il giovane viene portato di corsa in pronto soccorso, dove i medici saranno costretti ad amputargli il piede.
Visto l'accaduto, St. John e Harold comunicano a un Lane segretamente felicissimo che non dovrà più andare in India ma rimarrà a New York, visto che la carriera di Guy è praticamente finita dopo quell'incidente.
Don finalmente capisce che Sally ha paura del nuovo fratellino, perché questi porta lo stesso nome del nonno e la bambina pensa che sia un fantasma. In effetti neppure lui è contento del nome, perché non ha mai avuto un buon legame con il suocero, e lui e Betty litigano per questo. Quindi, Don cerca di far capire a Sally che il piccolo Gene è solo un bambino e non deve averne paura.
- Guest star: Robert Morse (Bertram Cooper), Jared Harris (Lane Pryce), Kiernan Shipka (Sally Draper), Sam Page (Greg Harris)

## Il contratto
- Titolo originale: Seven Twenty Three
- Diretto da: Daisy von Scherler Mayer
- Scritto da: Andre Jacquemetton, Maria Jacquemetton e Matthew Weiner

### Trama
Conrad Hilton chiede a Don di occuparsi della pubblicità dei tre alberghi newyorchesi della sua catena. Betty e alcune sue amiche si impegnano per impedire che una vicina area naturale venga deturpata dalla costruzione di una nuova cisterna, e Betty ha l'idea di chiedere l'appoggio di Henry Francis, l'uomo conosciuto alla festa di Roger, che lavora per il governatore.
Pete è sempre più vicino a un accordo con la North American Aviation, che, avvicinandosi probabilmente un conflitto in Vietnam, è pronta a investire, anche in pubblicità. Peggy riceve un regalo costoso da parte di Duck: Pete, che non si fida dell'uomo e pensa che stia usando entrambi per tramare contro Don, le consiglia di restituirlo.
Roger, Cooper e Lane comunicano a Don che la condizione posta da Hilton per affidargli il lavoro è che Don deve essere legato alla Sterling Cooper da un contratto, per garantire la continuità: Don però non vuole firmare.
Betty e Henry si incontrano per discutere, e passano un piacevole pomeriggio insieme, mentre Don, accompagnando Sally a scuola, scambia quattro chiacchiere con la sua maestra, la signorina Farrell.
Roger telefona a Betty cercando il suo aiuto nel convincere Don a firmare il contratto: la donna non sapeva nulla della questione.
Peggy si reca da Duck per restituirgli il regalo, ma egli la bacia e i due vanno a letto insieme.
A sera, Betty e Don litigano perché la donna non riesce a capire come mai sia un problema per lui firmare il contratto: nervoso, Don esce di casa e si allontana in auto. Per strada dà un passaggio a una coppia di autostoppisti, si ferma con loro presso un motel, ma i due, dopo avergli offerto del fenobarbital, a sorpresa lo tramortiscono e gli rubano i soldi, lasciandogli però la macchina. Arrivato in ufficio la mattina seguente ancora un po' pesto, viene convocato da Cooper: l'uomo dice a Don che, visto che sa parecchie cose sul suo conto (allusione al fatto che Don Draper non è il suo vero nome, segreto noto in ufficio solo a lui e Pete), Don farebbe bene a firmare il contratto senza discutere. Don ubbidisce, ma chiede di non dover più lavorare a contatto con Roger, del quale non ha apprezzato la mossa di coinvolgere sua moglie nella questione.
- Guest star: Robert Morse (Bertram Cooper), Jared Harris (Lane Pryce), Kiernan Shipka (Sally Draper), Mark Moses (Herman "Duck" Phillips), Christopher Stanley (Henry Francis)

## Vacanze romane
- Titolo originale: Souvenir
- Diretto da: Phil Abraham
- Scritto da: Lisa Albert e Matthew Weiner

### Trama
Agosto 1963. Pete passerà il mese a New York, mentre sua moglie Trudy è in vacanza; Don invece si recherà a Roma, poiché Conrad Hilton gli ha chiesto di ispezionare con lui l'hotel della sua catena di quella città. L'uomo chiede a Betty di accompagnarlo, ma la moglie rifiuta, deve rimanere a casa ad accudire il neonato.
Un sabato, dopo un pomeriggio di ozio totale, Pete incontra casualmente Gudrun, la ragazza alla pari dalla Germania che alloggia presso i suoi vicini, i Lawrence, che sono in vacanza. La ragazza è disperata perché un vestito che aveva preso in prestito dalla signora Lawrence si è macchiato: Pete si offre di aiutarla a farselo cambiare.
Grazie all'intervento di Henry, l'impresa di Betty e delle sue amiche a difesa del paesaggio naturale va a buon fine: mentre i due si stanno per salutarsi e separarsi, all'improvviso Henry la bacia. Quella notte, a casa, Betty decide impulsivamente di andare con Don a Roma.
Pete si reca al grande magazzino dove era stato acquistato l'abito da sostituire e scopre che ora Joan lavora lì: la donna, cui Pete ha detto che il vestito appartiene a sua moglie, si offre di dargliene un altro uguale pulito e di non far parola con Trudy dell'accaduto.
Betty e Don arrivano a Roma, e Betty si trova subito a suo agio, anche perché parla fluentemente l'italiano (un suo ex fidanzato, uno stilista, era italiano). I due incontrano Conrad Hilton, quindi, dopo una piacevole serata, tornano nella stanza d'albergo, dove fanno l'amore. Nel frattempo, a casa, Sally e Bobby, affidati alla tata, litigano, e la bambina picchia il fratellino.
Pete porta il vestito nuovo a Gudrun, che è molto riconoscente, però rifiuta imbarazzata l'invito dell'uomo di festeggiare bevendo qualcosa, perché ha già un fidanzato. Pete sul momento non insiste, ma più tardi, dopo essere tornato nel suo appartamento e aver bevuto abbondantemente, torna a bussare alla porta della ragazza, la costringe ad aprirgli e alla fine passa la notte con lei.
Betty e Don tornano dal loro viaggio: saputo dalla tata, Carla, che Sally si è comportata male, Betty la sgrida. Pete riceve la visita del suo vicino, Ed Lawrence, che gli chiede di lasciar stare Gudrun (dalla quale evidentemente ha saputo quanto successo in sua assenza): non che gli importi dei sentimenti della ragazza, ma non vuole che questa decida di andarsene perché è una brava baby-sitter. Oltre tutto, consiglia a Pete in tono confidenziale, è anche più saggio per lui cercare avventure al di fuori del condominio. Pete è molto imbarazzato per questo colloquio; quando Trudy torna dalle vacanze, nota quasi subito che il marito è strano e taciturno: senza ammettere esplicitamente il suo tradimento, Pete le fa capire che durante la sua assenza è successo qualcosa, ma le promette che non si ripeterà.
Tornata alla routine quotidiana, Betty diventa subito insofferente verso quella vita e le solite facce, come la sua amica Francine: il marito le promette che presto faranno un altro viaggio, e le regala un souvenir di Roma, un braccialetto con un ciondolo che ha la forma del Colosseo. La donna lo accetta con scarso entusiasmo.
- Guest star: Kiernan Shipka (Sally Draper), Alison Brie (Trudy Campbell), Christopher Stanley (Henry Francis), Anne Dudek (Francine Hanson)

## Le ore piccole
- Titolo originale: Wee Small Hours
- Diretto da: Scott Hornbacher
- Scritto da: Dahvi Waller e Matthew Weiner

### Trama
Don viene svegliato da una telefonata nel cuore della notte: è Conrad Hilton, che vuole affidargli la campagna pubblicitaria dei suoi hotel. Incapace di riaddormentarsi, l'uomo esce in auto, e incontra la maestra di Sally, Suzanne Farrell, che fa jogging; mentre la riaccompagna a casa, alla radio i due ascoltano il celebre discorso di Martin Luther King, "I have a dream": Don è sempre più affascinato da Suzanne.
Betty inizia una corrispondenza segreta con Henry Francis, in cui gli confida di pensarlo spesso. Salvatore è incaricato di girare lo spot per le sigarette Lucky Strike, e sul set riceve la visita del proprietario del marchio, Lee Garner Jr.: più tardi questi, mentre i due si trovano da soli in sala di montaggio, cerca di abbracciare Sal, che però rifiuta le avances, dicendo di essere sposato. Lee allora pretende che Harry licenzi subito Sal, ma Harry non prende sul serio la richiesta, credendolo ubriaco.
Conrad Hilton incontra Don e gli spiega le linee essenziali che vuole nella sua campagna pubblicitaria: gli alberghi Hilton dovranno essere simbolo dell'America, e quindi del bene, in tutto il mondo, persino sulla Luna, aggiunge. Inoltre, l'anziano milionario dice a Don che sta cominciando a vederlo come un figlio; Don, commosso, lo ringrazia.
Henry si reca a sorpresa a casa di Betty senza preavviso, spiegando che desiderava ardentemente vederla: all'arrivo della governante Carla, i due inventano la scusa che casa Draper potrebbe essere la sede per una raccolta fondi per la campagna elettorale di Rockefeller. Betty, al ritorno di Don, è costretta a portare avanti la cosa, e a organizzare quindi, avuto il permesso del marito, effettivamente la serata.
Lee Garner Jr., arrivando alla Sterling Cooper per visionare lo spot della Lucky Strike ultimato, se ne va infuriato senza una parola quando vede che, contrariamente a quanto aveva ordinato, Sal lavora ancora lì: nessuno capisce quale sia il problema, finché Harry non rivela a Roger la telefonata ricevuta. Senza pensarci su due volte, Roger licenzia Sal all'istante.
In privato, Sal riferisce al solo Don (che sa, da quando i due sono stati a Baltimora insieme, che Sal è segretamente omosessuale) quanto è successo tra lui e Lee Garner Jr. Sal non ha nessuna colpa, ma la Lucky Strike è troppo importante per la Sterling Cooper perché si possa correre il rischio di farla arrabbiare, perciò Sal non può più lavorare lì.
Conrad Hilton non è contento delle idee che gli presenta Don perché, sorprendentemente, quando parlava di mostrare gli alberghi Hilton anche sulla Luna, non stava affatto scherzando, ma diceva sul serio. Roger fa notare con una certa asprezza a Don che in pochi giorni è riuscito a scontentare due clienti molto importanti.
Alla raccolta fondi organizzata a casa Draper, Betty scopre con delusione che non sarà presente Henry, che ha mandato una donna del suo staff in sua vece. Il giorno seguente va a trovarlo arrabbiata, ma i due poi si baciano di nuovo.
Più tardi, a tarda sera, Don dice a Betty che deve uscire per incontrarsi con Conrad Hilton, e invece va a casa di Suzanne, e passa la notte con lei.
L'episodio si conclude con Sal che chiama la moglie da un telefono pubblico per dirle che tarderà la notte.
- Guest star: Kiernan Shipka (Sally Draper), Abigail Spencer (Suzanne Farrell), Christopher Stanley (Henry Francis)

## Il colore blu
- Titolo originale: The Color Blue
- Diretto da: Michael Uppendahl
- Scritto da: Kater Gordon e Matthew Weiner

### Trama
La relazione fra Don e Suzanne continua, sempre più appassionata. Arriva inaspettato il fratello minore di lei, Danny, e la ragazza lo presenta a Don. Paul inizia a sentirsi in competizione con Peggy, che gli sembra essere più favorita da Don: i due devono produrre delle idee per la campagna della Western Union. Si avvicina il quarantesimo anniversario della fondazione della Sterling Cooper, e Roger e Cooper, i due soci fondatori, ripercorrono le loro carriere e non sono molto propensi a partecipare alla festa.
Don lascia inavvertitamente le chiavi del cassetto della sua scrivania in cui tiene gli oggetti del suo passato segreto nella tasca della vestaglia. Suzanne gli comunica poi che il fratello ripartirà a breve, diretto in Massachusetts, dove ella gli ha trovato un nuovo lavoro.
Alla Sterling Cooper, Paul si dispera: durante la notte, mentre era un po' sbronzo, aveva avuto un'idea fantastica, ma non l'aveva annotata subito e ora se ne è completamente dimenticato. Lane, la cui moglie è sempre più scontenta di vivere a New York, riceve una telefonata da Saint John Powell da Londra con una notizia clamorosa: la Sterling Cooper è di nuovo in vendita.
Betty trova la chiave del cassetto di Don facendo il bucato: lo apre e trova così soldi in contanti, le vecchie fotografie della famiglia Whitman, le piastrine identificative di Richard Whitman e del vero Don Draper, l'atto di divorzio tra Don e Anna Draper. Nel frattempo, Don sta accompagnando Danny alla sua destinazione, ma il ragazzo gli confessa di non voler iniziare il lavoro che la sorella gli ha trovato, e si fa lasciare lungo la strada.
È il giorno della festa per i 40 anni della Sterling Cooper: Betty non se la sente di partecipare, ma Don non le permette di rimanere a casa, è un'occasione importante e deve essere accompagnato dalla sua splendida moglie. La moglie di Lane, dal canto suo, è contentissima quando il marito le rivela quanto ha saputo sulla prossima vendita dell'agenzia, pensando che questo significhi che presto potranno tornare a Londra. Al ricevimento, nei discorsi si tessono le lodi di Don, l'uomo più rappresentativo dell'agenzia, ricordandone anche il suo eroismo nella guerra di Corea. Betty ascolta pensierosa e in silenzio.
- Guest star: Robert Morse (Bertram Cooper), Jared Harris (Lane Pryce), Kiernan Shipka (Sally Draper), Abigail Spencer (Suzanne Farrell), Christopher Stanley (Henry Francis), Alison Brie (Trudy Campbell)

## La zingara e il vagabondo
- Titolo originale: The Gipsy and the Hobo
- Diretto da: Jennifer Getzinger
- Scritto da: Marti Noxon, Cathryn Humphris e Matthew Weiner

### Trama
Roger, Don e Cooper incontrano Annabelle Mathis, vecchia fiamma di Roger, divenuta vedova di recente: l'azienda della donna produce cibo per cani e di recente ha avuto una flessione nelle vendite perché si è saputo che il suo prodotto è fatto di carne di cavallo. Annabel vuole invertire questo trend negativo grazie a una campagna pubblicitaria che rassicuri l'opinione pubblica, ma senza cambiare la ricetta. Sarebbe anche disposta a riallacciare i rapporti con Roger, che però la respinge, sta bene con Jane e crede davvero che sia lei la donna della sua vita.
Suzanne si lascia sfuggire qualche rimpianto per il fatto che la relazione tra lei e Don è destinata a rimanere clandestina; Don le propone di fare un viaggio insieme, approfittando della breve assenza dalla città di Betty e dei figli. Joan aiuta il marito Greg a prepararsi per il colloquio che sosterrà per avere un posto di internista in psichiatria; si rivolge poi a Roger perché l'aiuti a trovare un lavoro, e l'uomo è contento che la sua vecchia amica abbia pensato a lui.
Betty incontra il fratello William e il legale di famiglia per discutere della vendita della casa del padre defunto, ma ne approfitta per chiedere all'avvocato il suo parere sull'idea di divorziare, che sta valutando: ha infatti scoperto che Don le ha sempre mentito su una questione molto importante. L'avvocato però le consiglia di lasciar stare: in fondo Don si prende cura di lei e non è un marito violento, mentre divorziando potrebbe rimanere senza soldi e senza figli.
Il colloquio di Greg non va bene: il marito ricomincia a commiserarsi e a dire che Joan non può capirlo, e allora la donna, esasperata dai suoi continui fallimenti e dal suo egocentrismo, lo colpisce in testa con un vaso.
Don e Suzanne stanno per partire per il loro viaggio, ma Don deve fare un'ultima sosta a casa: mentre l'amante lo aspetta in auto, entra, per scoprire che inaspettatamente moglie e figli sono rientrati prima del previsto. Betty gli dice di sapere cosa è nascosto nel suo cassetto segreto: Don non può far altro che raccontarle il suo passato, di come, per sfuggire alla sua vita precedente, avesse assunto l'identità del suo commilitone morto in guerra, del recente incontro con suo fratello Adam, che aveva respinto, e del suicidio di lui, e non riesce a trattenere le lacrime.
Mentre Greg fa pace con Joan annunciandole a sorpresa di essersi arruolato come medico dell'esercito, e che quindi non c'è più bisogno che lei torni a lavorare, Don telefona a Suzanne, dicendole che non potranno più vedersi per un po'. Quella sera lui e Betty accompagnano i figli, mascherati da zingara e da vagabondo, a raccogliere dolcetti nella festa di Halloween.
- Guest star: Robert Morse (Bertram Cooper), Kiernan Shipka (Sally Draper), Abigail Spencer (Suzanne Farrell), Sam Page (Greg Harris)

## La fine di un'era
- Titolo originale: The Grown-Ups
- Diretto da: Barbet Schroeder
- Scritto da: Brett Johnson e Matthew Weiner

### Trama
Lane informa Pete che Ken gli è stato preferito per una promozione. Margaret, la figlia di Roger, il cui matrimonio è ormai prossimo, fa una scenata perché non accetta che Jane sia presente al ricevimento, la madre Mona riesce infine a calmarla.
Pete dice a Trudy di essere stanco di essere poco considerato al lavoro, e di voler ricontattare Duck per la sua vecchia proposta, la moglie però gli consiglia di aspettare.
È il 22 novembre 1963. Duck chiama Peggy in ufficio chiedendole di raggiungerlo in un vicino hotel: la ragazza, trovata una scusa, si assenta dal lavoro. Pete parla con Harry e gli confida di non vedere molte prospettive per la sua carriera alla Sterling Cooper: i due uomini vengono bruscamente interrotti dagli altri colleghi, che recano una notizia sconvolgente: a Dallas qualcuno ha sparato al presidente Kennedy, ferendolo gravemente. Tutti, Pete, Harry e gli altri, Betty e la governante Carla a casa Draper, si mettono a seguire ansiosamente la diretta televisiva. Anche Duck ha sentito la notizia, ma, quando arriva Peggy, spegne la televisione e la tiene all'oscuro di tutto per fare l'amore con lei: solo una volta concluso, riaccendono l'apparecchio per scoprire che il presidente è morto.
Proprio per il giorno successivo era fissato da tempo il matrimonio di Margaret; le nozze non vengono rimandate ma, vista la gravissima situazione nazionale, la festa si svolge ovviamente in tono minore, e anzi molti invitati non si presentano neppure: tra questi vi sono anche Pete e Trudy, che la trovano una scelta più appropriata al momento e rimangono a casa a seguire le notizie. Invece Don e Betty decidono di andare.
Il ricevimento va avanti in un clima abbastanza surreale: arriva anche Henry Francis accompagnato dalla figlia, e lui e Betty si scambiano sguardi. Don e Betty ballano, e l'uomo cerca di rassicurare la moglie, tesa e spaventata per l'accaduto.
Il giorno seguente, Betty sta guardando la televisione e assiste così in diretta all'assassinio di Lee Harvey Oswald, l'uomo accusato di aver sparato a Kennedy: terrorizzata, rifiuta il conforto che Don le offre. Decide invece di uscire di casa, e incontra di nascosto Henry, che le propone di sposarlo.
Anche Pete e Trudy hanno assistito alla scena dell'assassinio di Oswald. I due riflettono insieme sulla situazione di lui alla Sterling Cooper: anche Trudy, alla fine, concorda col marito che all'agenzia Pete non è trattato come merita e dovrebbe pensare a un'alternativa, portando con sé i suoi clienti fidati.
Tornata a casa, Betty dice a Don di non amarlo più, ma egli crede che sia semplicemente sconvolta per le tragiche notizie che si sono succedute in così breve tempo. A casa c'è un'atmosfera irrespirabile, e allora Don si reca in ufficio, dove trova Peggy, che gli chiede se voglia guardare con lei il funerale di Kennedy. Don rifiuta, ed entra nel suo ufficio per bere qualcosa.
- Guest star: Robert Morse (Bertram Cooper), Kiernan Shipka (Sally Draper), Jared Harris (Lane Pryce), Mark Moses (Herman "Duck" Phillips), Alison Brie (Trudy Campbell), Peyton List (Jane Sterling), Christopher Stanley (Henry Francis)

## Chiudi la porta e siediti
- Titolo originale: Shut the Door. Have a Seat
- Diretto da: Matthew Weiner
- Scritto da: Matthew Weiner e Erin Levy

### Trama
Conrad Hilton comunica a Don la notizia che la McCann Erickson sta per comprare la Puttnam, Powell & Lowe, di conseguenza anche la Sterling Cooper: a seguito di ciò, rescinde il suo contratto. Don informa subito Cooper e gli propone di provare ad acquistare loro la Sterling Cooper. Anche Roger viene messo a parte del piano (il suo unico cliente, la Lucky Strike, è troppo importante per essere lasciato fuori). A casa, Betty dice a Don di volere il divorzio.
Il giorno seguente, a Roger, Don e Cooper che gli chiedono cosa stia succedendo, Lane conferma che la McCann sta per comprare la Sterling Cooper, ma non l'agenzia londinese. Cooper fa un'offerta, ma Lane la rifiuta: la McCann ha offerto di più. Ma poco dopo riceve al telefono la conferma direttamente da Saint John Powell che ciò che dicevano i tre era la verità: arrabbiato per essere stato tenuto all'oscuro, e saputo che nuovamente lo aspetterebbe un trasferimento chissà dove, Lane riattacca bruscamente.
In un flashback, Don rivive la scena della morte accidentale di suo padre Archie: l'uomo, ubriaco, assieme al figlio si era recato nella stalla della loro fattoria, dove il cavallo imbizzarritosi gli aveva dato un calcio in faccia, uccidendolo sul colpo.
Lane ammette che Roger, Don e Cooper erano meglio informati di lui, ma dice loro che comprare la Sterling Cooper è un'impresa impossibile, il prezzo è troppo alto. Don allora suggerisce che Lane li licenzi, rendendoli liberi di fondare una loro agenzia; anche lui entrerà a far parte del progetto e potrà essere socio fondatore, gli promette: sarebbe stato scaricato in ogni caso dopo la vendita dai nuovi proprietari, gli dice. Lane accetta, ma a questo punto servono altri clienti oltre alla Lucky Strike, per garantire liquidità alla nuova agenzia, ed è necessario radunare uno staff minimo ma funzionale: i quattro hanno l'intero weekend di tempo, prima che a Londra sia scoperto il loro piano.
Don confida a Peggy il progetto perché vorrebbe che ella ne facesse parte, ma la ragazza lo sorprende: Don dà per scontata la sua adesione, perché crede che lei faccia qualsiasi cosa lui le dica, e invece Peggy non è affatto sicura di accettare. Quindi, Roger e Don si recano a casa di Pete per fare anche a lui la stessa proposta: il giovane inizialmente si fa pregare, ma poi, una volta avuta la soddisfazione di sentirsi dire da Don che il suo apporto è ritenuto molto importante e le sue idee preziose, accetta. Anche Harry viene messo a parte del piano.
Roger accenna quindi con Don alla relazione fra Betty e Henry Francis, convinto che Don sapesse già tutto: stupefatto, Don torna a casa e discute a muso duro con la moglie, assicurandole che non otterrà un soldo da lui e che le porterà via i figli. Il giorno seguente i due devono dare la notizia della loro separazione ai bambini: soprattutto Sally rimane particolarmente abbattuta.
Alla fine Don riesce a convincere anche Peggy a unirsi al resto del gruppo, dopo essere andato a trovarla a casa ed essersi scusato per averla considerata a volte una semplice estensione di sé. La squadra è formata, ora è necessario mettere le mani sui documenti conservati nella sede della Sterling Cooper, e l'idea è quella di rubarli: per indicare l'esatta collocazione del materiale Roger pensa di chiamare la persona più esperta di quell'ufficio che conosce, Joan.
Il lunedì mattina, gli impiegati della Sterling Cooper scoprono di essere stati rapinati. Saint John Powell, che ha capito che si tratta di un sabotaggio preorganizzato, licenzia Lane, che se ne va ridendo sotto i baffi.
La prima sede provvisoria della nuova "Sterling Cooper Draper Pryce" è la suite di un albergo: là sono riuniti, ciascuno pieno di entusiasmo per la nuova avventura, Don, Roger, Cooper, Lane, Pete, Peggy, Harry e Joan, e da là Don telefona alla moglie: ha cambiato idea, vuole che il loro divorzio avvenga in modo consensuale e civile. Conclusa la telefonata, si ferma soddisfatto e orgoglioso a osservare il suo team già al lavoro.
Betty, Henry e il piccolo Gene si recano a Reno, dove, secondo la legge locale, è possibile ottenere il divorzio in brevissimo tempo. Don si trasferisce in un appartamento nel Greenwich Village.
- Guest star: Robert Morse (Bertram Cooper), Kiernan Shipka (Sally Draper), Jared Harris (Lane Pryce), Alison Brie (Trudy Campbell), Christopher Stanley (Henry Francis)